# Lajos Szegvári
Lajos Szegvári – węgierski zapaśnik walczący w stylu klasycznym.
Zajął piąte miejsce na mistrzostwach świata w 1986. Szósty na mistrzostwach Europy w 1986. Drugi w Pucharze Świata w 1986 roku.